# 曾亨
曾亨（？--374），字興國，晉朝泗水（今山東泗水）人。道教人物，西山十二真君之一，宋代政和二年（1112年）追封“神惠真人”。
亨少年聰慧博學，遍訪名山修道，通符法，能為人治病，汲郡蘇門真人讚為「必作霄外之人」，後至豫章許旌陽真君門下修道，得其重視，多授法術，寧康二年，與許真君同時羽化。